# مسرى الربط بين المكونات الطرفية

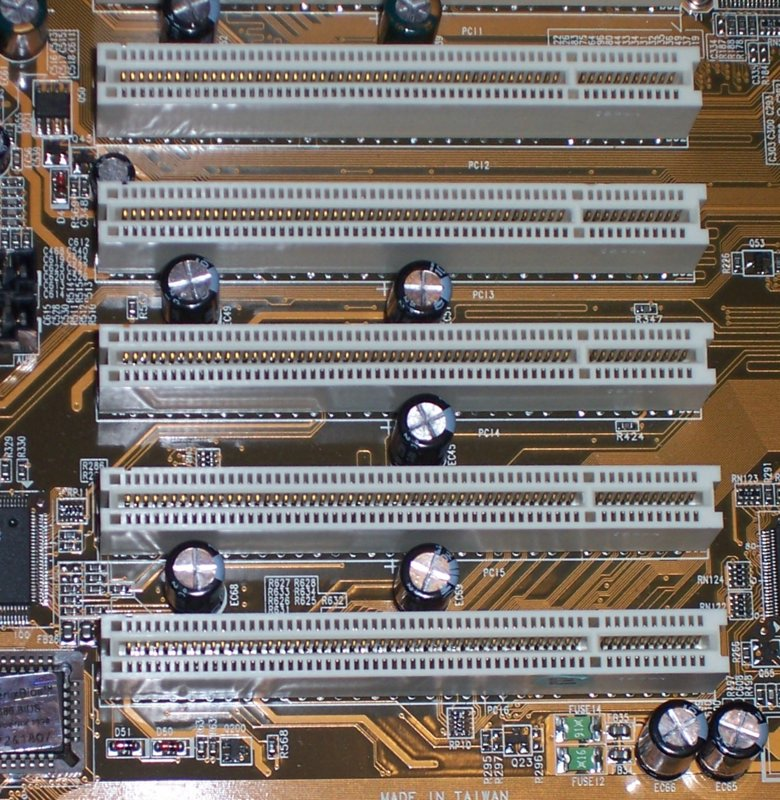
فتحاتPCI

مسرى الربط البيني للمكونات المحيطية ويسمى منفذ توصيل (PCI) وهي اختصار لكلمة Peripheral Component Interconnect هو ناقل يوجد داخل لوحات الأم ويختلف عدد الفتحات من لوحة إلى لوحة أخرى ويتم فيه ربط الأجهزة الأخرى مثل المودم أو كروت الصوت والشاشة.

## تعريف منفذ الملحقات الاضافية
هو منفذ متزامن تفرعي data bus=32bit(ممر المعطيات =32 بت) وaddress bus =32 bit (ممر العناوين =32 بت)(هناك نوع آخر يحتوي على ممر معطيات وممر عناوين 64 بيت) معدل النقل (transfer rate =133 MB/sec). يتم نقل المعطيات باستخدام بروتوكول لضمان الوثوقيية(تقسيم المعطيات إلى packets ،عملية كشف الأخطاء -parity checking -،عملية التأكد من تحقق النقل عن طريق handshaking).

## إصدارات
PCI 2.0 وتم إنتاجه سنة 1993
PCI 2.1 وتم إنتاجه سنة 1995
PCI 2.2 يستخدم من أجل توفير الطاقة

## مشاكل PCI
- ليس فعال في التعامل مع الذاكرة.
- لا يتعامل مع الأجهزة التي تتعامل مع ISA وتم حل هذه المشكلة عن طريق جسر يعمل على التحويل من ISA إلى PCI
- وصل عدد محدود من الأجهزة.

(تحل المشكلتين السابقتيين باستخدام جسر يربط بين عدة أنواع من الممرات، أو أكثر من ممر من نفس النوع)
- عدم وجود عدد كاف من خطوط المقاطعة وبالتالي اشتراك أكثر من جهاز على خط مقاطعة، كما أنه غير قادر على التعامل مع المقاطعات (أي مقاطعة ستؤدي إلى فصل الجهاز المحيطي).(تحل هذه المشكلة باستخدام PCI express)

## أنماط عمل PCI
Multiplexed mode : إرسال معلومة واحدة مقابل عنوان واحد فقط.
Burst mode : نقل كمية من المعلومات خلال عنوان واحد فقط.
يتم طلب الاتصال من قبل أي جهاز عن طريق تفعيل خط REQUEST وتتم الإجابة عليه (في حال عدم وجود أي اتصال آخر) عن طريق تفعيل خطGRANT.

## أنواع الاتصال في PCI
Program I/o1 : هو عبارة عن عملية نقل يقوم بها المعالج procesor وتكون اما قراءة أو كتابة المعطيات (التعامل بين المعالج والجهاز المحيطي).
DMA : الجهاز المحيطي هو الذي يقوم بعملية تبادل المعطيات مع الذاكر دون المرورعن طريق المعالج.(يؤثر على أداء النظام)
Peer To Peer : جهازين محيطين يحصل بينهما عملية نقل دون المرور على المعالج.

## تعليمات ال PCI
تعليمات قراءة وكتابة في أجهزة الدخل والخرج.
تعليمات قراءة وكتابة Memory (الذاكرة).
تعليمات خطوط المقاطعة.